# Roccazzo
Roccazzo is een plaats (frazione) in de Italiaanse gemeente Chiaramonte Gulfi.